# Supercoppa di Malta 2016
La Supercoppa di Malta 2016 (denominata BOV Super Cup per regioni di sponsorizzazione) è stata la 32ª edizione della Supercoppa maltese.
La partita si è disputata a Ta' Qali allo stadio nazionale tra Valletta, vincitore del campionato, e Sliema Wanderers, vincitore della Coppa di Malta.
A conquistare il trofeo è stato il Valletta per 2-1, che ha così raggiunto l'undicesimo alloro nella competizione.

## Tabellino
| Arbitro: | Malcolm Spiteri |

|                                 |           |                        |
| Steve Borg 35’ Uchenna Umeh 45’ | Marcatori | 21’ Jean Paul Farrugia |